# Крумово (Пловдивська область)
Кру́мово (болг. Крумово) — село в Пловдивській області Болгарії. Входить до складу общини Родопи.

## Населення
За даними перепису населення 2011 року у селі проживали 3129 осіб.
Національний склад населення села:
| Національність   | Кількість осіб | Відсоток |
| ---------------- | -------------- | -------- |
| болгари          | 2138           | 99,1%    |
| цигани           | 7              | 0,3%     |
| турки            | 0              | 0%       |
| інша             | 8              | 0,4%     |
| не визначились   | 4              | 0,2%     |
| Всього відповіли | 2157           |          |

Розподіл населення за віком у 2011 році:
Динаміка населення: